# Kinryū Arimoto
Yoshitaka Arimoto, noto anche con lo pseudonimo di Kinryū (有本 欽隆?, Arimoto Kinryū; Yonago, 11 febbraio 1940 – Tokyo, 1º febbraio 2019), è stato un attore e doppiatore giapponese.

## Biografia
Nato a Yonago ma trasferitosi poi a Tokyo, fin da giovane cominciò a praticare arti marziali e precisamente l'arte del kenpo (nel quale raggiunse il rango di shodan) e in seguito si dedicò esclusivamente al doppiaggio.
Tra i personaggi che ha doppiato ci sono Barbabianca in One Piece e Dante in Mao Dante.

## Morte
È deceduto 10 giorni prima del suo settantanovesimo compleanno.

## Doppiaggio

### Anime
- Angel Heart (Li Jiang Qiang/Li Qian De)
- Baccano! (Szilard Quates)
- Bleach (Ginrei Kuchiki)
- Blue submarine no. 6 (Iga Tokuhiro)
- City Hunter (Nogami)
- Elfen Lied (Kakuzawa)
- Fullmetal Alchemist (Cornello)
- Fullmetal Alchemist: Brotherhood (Knox)
- Gate Keepers (comandante AEGIS)
- Le bizzarre avventure di JoJo: Stardust Crusaders (Cameo)
- Mobile Suit Gundam SEED (Patrick Zala)
- Guyver (Richard Guyot)
- Umi ga kikoeru (padre di Rikako Muto)
- Kiba (Professor Bender, Dimitri Caan)
- Last Exile (Nestor)
- Madlax (Guen McNichol)
- Mai-HiME (Joseph Glear)
- One Piece (Barbabianca/Edward Newgate)
- Spriggan (Yamamoto)
- Psycho-Pass (Tomomi Masaoka)
- Kill la Kill (Isshin Matoi/Soichiro Kiryuin)

### Videogiochi
- Arc - Il tramonto degli spiriti (Volk)
- Detroit: Become Human (Carl Manfred)
- Fade to Black (Oracolo)
- Fullmetal Alchemist 2: Curse of the Crimson Elixir (Cornello)
- Galerians (Dr. Albert Steiner)
- JoJo's Bizarre Adventure: All Star Battle R (Cameo)
- Kuon (Dōman Ashiya)
- Lifeline (Joe Powers)
- One Piece: Unlimited Adventure (Barbabianca/Edward Newgate)
- One Piece Unlimited Cruise 2: Il Risveglio di un Eroe (Barbabianca/Edward Newgate)
- One Piece: Pirate Warriors (Barbabianca/Edward Newgate)
- One Piece: Unlimited Cruise SP 2 (Barbabianca/Edward Newgate)
- One Piece: Romance Dawn (Barbabianca/Edward Newgate)
- One Piece: Pirate Warriors 2 (Barbabianca/Edward Newgate)
- One Piece: Unlimited World Red (Barbabianca/Edward Newgate)
- One Piece: Pirate Warriors 3 (Barbabianca/Edward Newgate)
- One Piece: Burning Blood (Barbabianca/Edward Newgate)
- Psycho-Pass: Mandatory Happiness (Tomomi Masaoka)
- Ratchet & Clank: Fuoco a volontà (Dr. Fullbladder)
- Skies of Arcadia (Galcian)
- Sonic Adventure 2 (Presidente)
- Suikoden: Tierkreis (Valfred)
- Super Robot Wars Z2: Destruction Chapter (Wahl)

### Film animati
- Animatrix (Padre di Dan)
- Spriggan (Sig. Yamamoto)
- Street Fighter Alpha Generations (Goutetsu)

### Film e telefilm
- Agente 007 - Vendetta privata (edizione Video) (Franz Sanchez)
- Agente 007 - Zona pericolo (TV Asahi) (Generale Leonid Pushkin)
- Black Hawk Down - Black Hawk abbattuto (edizione DVD) (William F. Garrison)
- The Core (edizione DVD) (Generale Thomas Purcell)
- Dirty Sexy Money (Patrick "Tripp" Darling II)
- Fantasia 2000 (Itzhak Perlman)
- Frasier (Martin Crane)
- JAG - Avvocati in divisa (A.J. Chegwidden)
- Una promessa è una promessa (Fuji TV) (Ted Maltin)
- Mars Attacks! (TV) (Tom Jones)
- Le iene (Mister Pink)
- Stargate SG-1 (Jack O'Neill)
- Il gatto a nove code (dott.Calabresi)